# Gebrüder Götz
gebrüder götz ist ein Online-Versandhandel mit Schwerpunkt Schuhe und hat seinen Sitz in Neustrelitz.

## Geschichte
Die Firma gebrüder götz wurde am 1. Juli 1939 von den Brüdern Franz und Walter Götz in Würzburg gegründet. Was als regional tätiger Schuhhandel begann, entwickelte sich im Laufe der Jahre kontinuierlich zu einem international agierenden Schuh-Distanzhandel mit einem Schuhsortiment für Damen, Herren und Kinder. 1970 führte gebrüder götz die Sortimente Mode und Haushalt ein.
Das Unternehmen hat mit 80 % Umsatzanteil sein Hauptstandbein im Distanzhandel. Die Auflage der Kataloge liegt bei etwa 500.000. Die restlichen 20 % Umsatzanteil erzielen der Stationärhandel des Modehauses und Lagerverkaufs mit Hauptsitz in Würzburg und galt bis ca. 2010 (Zalando) als Deutschlands größter Schuh-Versandhandel.
Der Markteintritt in Österreich ist mit einer Streuung von aktuell 50.000 Katalogen verzeichnet. Parallel dazu gibt es auch einen Online-Shop von gebrüder götz in Österreich. Zusätzlich werden Produkte über diverse Marktplätze verkauft.
Die zweifache Biathlon-Olympiasiegerin Magdalena Neuner war von 2007 bis 2014 offizielle Werbepartnerin von gebrüder götz.
Im Jahr 2017 erwirtschaftete das Unternehmen einen Gewinn von etwa 152.000 Euro, 2018 noch 59.000 Euro, wodurch akute Insolvenzgefahr bestand. Infolge der negativen Entwicklungen wurden im April 2019 die neuen Geschäftsführer Nikolaus Borst sowie Karl-Otto Lang zusätzlich zum langjährigen Geschäftsführer Peter Götz vorgestellt, 14 Vollzeitstellen abgebaut und das Gehalt der Mitarbeiter zeitweise gekürzt. Im August 2020 wurde bekannt, dass das Unternehmen das Modehaus in Würzburg-Zellerau zum 1. Januar 2021 an die Walter-Gruppe aus Baden-Württemberg verkaufen wird.
Im Juni 2022 stieg der Berliner Unternehmer Steffen Liebich im Unternehmen ein. Kurz darauf wurde aufgrund der vorherrschenden steigenden Inflation und zu erwartender Umsatzrückgänge erneut ein Insolvenzverfahren im Rahmen einer großen Unternehmenssanierung eröffnet.